# Lasioglossum polyctor
Lasioglossum polyctor là một loài Hymenoptera trong họ Halictidae. Loài này được Bingham mô tả khoa học năm 1908.